# Hans Sotin
Hans Sotin (Dortmund (Rin del Nord-Westfàlia), 10 de setembre, 1939), és un cantant d'òpera alemany (baix) que es va fer un nom a l'escenari principalment com a cantant de Wagner (Gurnemanz, König Marke, König Heinrich, Hunding, Landgraf, Wotan, Wanderer) i va cantar amb freqüència a Bayreuth (1972-1999), però també va tenir una demanda internacional com Sarastro i com a "Baró Ochs von Lerchenau".
Sotin va estudiar al Conservatori de Dortmund i va debutar el 1962 al Grillo Theatre d'Essen com a comissari de policia a Der Rosenkavalier de Richard Strauss. El 1963 va rebre el Premi Estatal de Música de Renània del Nord-Westfàlia. A partir de 1964 va cantar durant diversos anys a l'Òpera Estatal d'Hamburg, on va ser nomenat Kammersänger. Va cantar com a convidat a l'Òpera Estatal de Viena (debut amb el baró Ochs von Lerchenau, seguit de König Marke (1973 revival amb Carlos Kleiber amb Catarina Ligendza, Hans Hopf, Gustav Neidlinger, Ruza Baldani), després a Bayreuth ( 1972–1999) i finalment a tot el món (MET, Chicago, Los Angeles, Berlín, París, Royal Opera House, Òpera Estatal d'Hamburg, Òpera Estatal de Baviera de Munic, Scala Milano, etc.). Sotin també és un excel·lent intèrpret de Bach.
Hi ha hagut col·laboracions amb tots els principals directors de l'escena musical internacional (inclosos Rattle, Barenboim, Böhm, Bernstein, Giulini, Janowski, Mehta, Karajan, Klemperer, Schmidt-Isserstedt, I. Fischer, A. Fischer, U. Mund, Tennstedt), Dennis Russell Davies, Salonen, Stein, Sawallisch, Frühbeck de Burgos, Carlos Kleiber, Leinsdorf, Levine, Celibidache, Suitner, Sanderling, Leitner, Eve Queler, C. Paita, A. Dorati i altres).
Els seus papers destacats inclouen Gurnemanz (23 temporades en solitari a Bayreuth, Hamburg, Berlín, MET, Chicago, Munic, Mannheim, Stuttgart), Wotan / Wanderer (Ring; Bayreuth, Berlín, Hamburg, Munic, París, Viena, Met, San Francisco, Geneve i altres), Baron Ochs auf Lerchenau (Hamburg, Munic, París, Berlín, La Scala di Milano, Chicago i altres), Daland (Flying Dutchman; Bayreuth, Berlín, Munic, Chicago), Sarastro (flauta màgica), Hans Sachs ( Hamburg, Munic, Mannheim, Colònia, Berlín, Dresden i altres), Pogner (Meistersinger von Nuremberg; Bayreuth, MET entre d'altres), Landgrave Hermann (Tannhäuser; Bayreuth, Berlín, Viena), Hermit (Freischütz; Òpera Estatal d'Hamburg (incl. actuació convidada HH a Ney York), Òpera estatal de Viena, París i altres).
Hans Sotin també va aparèixer en gairebé tots els seus papers principals al tradicional Festival Wagner de Wels.
A més, Hans Sotin va interpretar papers com: Colline (La boheme), Hunding (Die Walküre), Gran Inquisidor (Don Carlo, entre d'altres amb N. Ghiaurov (inclòs Chicago), C. Siepi (Hamburg)), 1. Nazarener (Salomé), Orest (Elektra), Don Pizarro, Rocco i Ministre (Fidelio), Hermit i Kaspar (només una vegada a Nova York sota Eve Queler el 1991) i molts més.
A la sèrie "Cult Operas of the 70's" de l'Òpera Estatal d'Hamburg (publicada per Arthaus) apareix en gairebé totes les gravacions en DVD.
El 1970, Hans Sotin va ser convidat a un concert de celebració de l'ONU per commemorar el 25è aniversari de la comunitat mundial. Es va tocar la simfonia núm. 9 de Beethoven sota la direcció de Zubin Mehta (amb els seus companys Arroyo (soprano), Arkhípova (alt) i Brilioth (tenor).
El seu comiat escènic es va celebrar en una vetllada de gala l'1 de juny de 2012 en el marc del Festival Richard Wagner de Wels amb la participació de nombrosos amics i acompanyants. Manfred Jung va fer l'elogi, Verena Lafferentz-Wagner, Anja Silja, Heinz Zednik i Gwyneth Jones van enviar la salutació.
En el futur, Hans Sotin s'està dedicant formar joves cantants.

## Discografia (selecció)
- Mit Otto Klemperer: Walküre 1. Acte (Hunding)
- Mit Otto Klemperer: Cosi fan tutte (Don Alfonso)
- Mit Leonard Bernstein: Fidelio (Don Pizarro), Tristan und Isolde (König Marke), Paukenmesse (J. Haydn)
- Mit James Levine: Parsifal (Gurnemanz)
- Mit Georg Solti: Fidelio (Rocco), 9. Sinfonie und Missa Solemnis v. L.v. Beethoven, Tannhäuser (Landgraf), Lohengrin (König Heinrich),
- Mit Ferdinand Leitner: Doktor Faust (als Gravis), Barbier von Bagdad (Abu Hassan)
- Mit Charles Mackerras: Zar und Zimmermann (van Bett); DVD
- Mit Colin Davis: Tannhäuser i la guerra del cant a Wartburg (Landgrave); Bayreuther Festspiele 1978 DVD
- Mit Bernhard Klee: Der Wildschütz (Lortzing; als Baculus)
- Mit Rafael Kubelik 9. Sinfonie (L.v. Beethoven)
- Mit Erich Leinsdorf: Aida (G. Verdi, Il Re)
- Mit Karl Böhm: Salome (1. Nazarener), Elektra (Orest), Mozart-Requiem (ORF-Mitschnitt)
- Mit István Kertész: Rossini Stabat Mater (mit u. a. Luciano Pavarotti)
- mit Giuseppe Sinopoli: Der Fliegende Holländer (Daland), 8. Sinfonie Mahler
- mit Carlos Païta: Verdi-Requiem (u. a. Heather Harper, Josephine Veasey)
- Mit Klaus Tennstedt und Giuseppe Sinopoli: 8. Sinfonie Mahler (Sinfonie der Tausend)
- Mit Neville Marriner (Mozart c-moll Messe)
- Mit Kurt Sanderling (Brahms-Requiem, WDR-Mitschnitt)
- Mit Schmidt-Isserstedt 9. Sinfonie (L.v. Beethoven)

## Enregistraments de televisió
- Fidelio, mit Gundula Janowitz, Lucia Popp, René Kollo, Manfred Jungwirth, Hans Sotin, Adolf Dallapozza, Regia: Otto Schenk, Dirigent: Leonard Bernstein, Orquestra Filharmònica de Viena